# Sergio Marazzi
Sergio Marazzi (Milà, 1941) és un investigador italià, estudiós de la geografia alpina i autor del llibre Atlante orografico delle Alpi - SOIUSA Suddivisione Orografica Internazionale Unificata del Sistema Alpino (en catala: Atles de l'orografia dels Alps SOIUSA Subdivisió Orogràfica Unificada del Sistema Alpí), en col·laboració amb el Club Alpí Italià.

La SOIUSA se centra a trobar un punt de connexió normalitzat i estandarditzat entre les classificacions de muntanyes dels Alps descrites en les diferents guies nacionals de muntanya, com ara les del Club Alpino Italiano (Da rifugio a rifugio i Guida dei monti d'Italia), la suïssa del Schweizer Alpen-Club, l'eslovena de la Planinska zveza Slovenije, les de diverses editorials (Arthaud,Didier-Richard, Bergverlag Rudolf Rother, etc.) i les tradicionals seccions alpines de la Partició dels Alps (presentada al IX Congrés Geogràfic Italià de l'any 1924 i oficialitzada el 1926, on es trobaven incongruències i errors geogràfics que la feien obsoleta) i en la necessitat d'una actualització precisa.

## Obra escrita

### Llibres
- Marazzi, Sergio. Atles de l'orografia del Mont Blanc (en italià).  Pavone Canavese Itàlia: Priuli & Verlucca, 1991.
- Marazzi, Sergio. en col·laboració amb el Club Alpino Italiano. Atlante orografico delle Alpi. SOIUSA Suddivisione Orografica Internazionale Unificata del Sistema Alpino (en italià).  Scarmagno Itàlia: Priuli & Verlucca, 2005, p. 416 pp. (Quaderni de cultura alpina 82 - 83). ISBN 978-88-8068-273-8.

### Articles
- Ambiente Società Territorio - Geografia nelle scuole - Rivista de l'Associazione Italiana di Insegnanti di Geografia 4/2001
- L'Universo - Rivista del Istituto Geografico Militare di Firenze 4/2002
- Lo Scarpone - Rivista del Club Alpino Italiano 5/2003
- Lo Scarpone - Rivista del Club Alpino Italiano 6/2005